# جيرمان لوباتين
جيرمان ألكسندروفيتش لوباتين (13 يناير 1845 - 26 ديسمبر 1918) (بالروسية: Ге́рман Алекса́ндрович Лопа́тин) هو صحفي وكاتب ثوري روسي.

## مسيرته
جاء لوباتين من عائلة أرستقراطية. درس الفيزياء والرياضيات في جامعة سانت بطرسبرغ، ومنها تخرج في عام 1866.
أثناء دراسته، أصبح لوباتين متورطًا في سياسة الطلاب الراديكالية. في عام 1867 سافر إلى إيطاليا، على أمل الانضمام إلى الجيش الثوري لجوزيبي غاريبالدي. عند عودته إلى روسيا، تورط لوباتين في حركة النارودنكس. 
سرعان ما تم اعتقال لوباتين. نُفي إلى ستافروبولفي عام 1868، بدأ في دراسة كتابات كارل ماركس. أصبح من أوائل الثوريين الروس الذين تأثروا بشدة بالماركسية. 
في فرنسا، انضم لوباتين إلى جمعية الشغيلة العالمية وأصبح عضواً في مجلسها العام. في صيف عام 1870 زار لندن، حيث أقام صداقة مع كارل ماركس وفريدريك إنجلز وبدأ العمل على ترجمة المجلد الأول من كتاب رأس المال لماركس. تم الانتهاء من هذه الترجمة لاحقًا بواسطة نيكولاي دانيلسون.
في فصل الشتاء من عام 1870 المزدحم والحافل بالأحداث، عاد لوباتين إلى روسيا، قصد تحرير الكاتب الثوري نيكولاي تشيرنيشيفسكي من سيبيريا. ولكن تم القبض على لوباتين. هرب من سيبيريا في عام 1873 وعاد إلى أوروبا الغربية. وقف لوباتين مع ماركس خلال صراعه مع ميخائيل باكونين. عارض بشكل خاص الفكر «العدمي» لسيرجي نيشايف، الذي كان آنذاك مساعداً لباكونين.